# Highlander (альбом)
Highlander (с англ. — «Горец») — это студийный альбом альбом норвежского музыкального продюсера Александра Винтера, выпущенный 30 марта 2018 года звукозаписывающей компанией ZYON.

## Запись
Альбом состоит из 17 композиций, наполненных мелодиями и атмосферой кельтской и элементами классической музыки.

## Список композиций
Все композиции написаны и спродюсированы Александром Винтером.
| №                   | Название            | Длительность |
| ------------------- | ------------------- | ------------ |
| 1.                  | «Highlander»        | 2:23         |
| 2.                  | «Lowlander»         | 1:33         |
| 3.                  | «Fields»            | 2:08         |
| 4.                  | «Wanderer»          | 2:29         |
| 5.                  | «Sweet Dreams»      | 3:05         |
| 6.                  | «Tavern»            | 3:53         |
| 7.                  | «Mountains»         | 1:30         |
| 8.                  | «Sky Walker»        | 3:42         |
| 9.                  | «Bard»              | 3:53         |
| 10.                 | «Hunter»            | 2:38         |
| 11.                 | «Waves»             | 4:38         |
| 12.                 | «Cheers»            | 1:30         |
| 13.                 | «Angaelic»          | 3:24         |
| 14.                 | «Bonnie»            | 2:01         |
| 15.                 | «Thieves»           | 1:13         |
| 16.                 | «Home Village»      | 3:52         |
| 17.                 | «Celtica»           | 10:26        |
| Общая длительность: | Общая длительность: | 54:24        |

## Участники записи
- Александр Винтер — продюсирование, синтезаторы, клавишные, дизайн, обложка.